# Winter Tales
Winter Tales è un doppio album registrato dal vivo del gruppo jazz italiano Doctor 3, registrato tra il 28 e il 31 dicembre 2002 durante l'Umbria Jazz Winter a Orvieto e pubblicato l'anno successivo.

## Tracce CD1
Durata totale 62 min 36 s 
1. Intermezzo cavalleria rusticana - 04:51 (Pietro Mascagni)
2. Love the one you're with – 15:15 (Stephen Still)
  - Winter 1 - (Rea, Pietropaoli, Sferra)
  - Honey pie - (Lennon, McCartney)
3. Don't know why – 05:44 (Harris)
4. Wrapped arounf your fingers – 10:20 (Sting)
  - Winter 2 - (Rea, Pietropaoli, Sferra)
  - Summertime - (George Gershwin)
5. Porcelain – 08:46 (Kiedis, Flea, Frusciante, Smith)
  - Falls - (Ennio Morricone)
6. Shape of my heart – 06:42 (Sting)
7. Fly me on the moon – 05:19 (Howard)
8. Et maintenant – 05:29 (Bécaud, Delanoé) 
  - They can't take it way from me – 05:29  (George Gershwin)

## Tracce CD2
Durata totale 55 min 20 s 
1. Barcarolle – 05:48 (Tom Waits)
  - Winter 3 - (Rea, Pietropaoli, Sferra)
2. Nature boy - 10:32 (E. Ahbez)
  - Falls - (Ennio Morricone)
3. You have got a friend - 10:21 (Carole King)
  - Come togheter -  (Lennon, McCartney)
  - Georgia on my mind – (H. Carmichael)
4. Piove – 06:09 (Domenico Modugno)
  - Winter 4 - (Rea, Pietropaoli, Sferra)
5. Ghost story – 06:19 (Sting)
  - Winter 5 - (Rea, Pietropaoli, Sferra)
  - It don't mean a thing – (Duke Ellington)
6. Wrapped arounf your fingers – 06:07 (Sting)
  - Winter 6 (Rea, Pietropaoli, Sferra)
  - Honey pie -  (Lennon, McCartney)
7. Caravan – 03:58 (Duke Ellington)
8. Intermezzo cavalleria rusticana - 05:56 (Pietro Mascagni)

## Formazione
- Danilo Rea – pianoforte
- Enzo Pietropaoli – contrabbasso
- Fabrizio Sferra – batteria